# Chaerophyllum pinnatifidum
Chaerophyllum pinnatifidum är en flockblommig växtart som beskrevs av Jean Louis Marie Poiret. Chaerophyllum pinnatifidum ingår i släktet rotkörvlar, och familjen flockblommiga växter. Inga underarter finns listade i Catalogue of Life.